# Hopferau
Hopferau es un municipio en el distrito de Algovia Oriental en Baviera en Alemania.